# Berievo
Berievo (bulgariska: Бериево) är ett distrikt i Bulgarien.   Det ligger i kommunen Obsjtina Sevlievo och regionen Gabrovo, i den centrala delen av landet, 130 kilometer öster om huvudstaden Sofia.
Trakten runt Berievo består till största delen av jordbruksmark. Runt Berievo är det ganska glesbefolkat, med 36 invånare per kvadratkilometer.